# Varietà di libri
Varietà di libri (Book Revue) è un film del 1946 diretto da Robert Clampett. È un cortometraggio d'animazione della serie Looney Tunes, uscito negli Stati Uniti il 5 gennaio 1946. Parziale remake del precedente film di Clampett Colpo di fulmine (1941), incorpora anche elementi delle trame di Speaking of the Weather (1937) e Hai avuto un castello (1938) di Frank Tashlin. Il titolo originale è un gioco di parole, poiché "revue" significa "teatro di rivista", mentre "review" significa "recensione" (il film venne rieditato come Blue Ribbon il 19 maggio 1951 col titolo Book Review).

## Trama
A mezzanotte, in una libreria, tutti i libri e le riviste prendono letteralmente vita, facendo uscire i loro personaggi. Alcuni di loro cominciano a suonare una versione swing di "It Had to Be You", infastidendo Daffy Duck. Daffy ferma i musicisti e, imitando Danny Kaye, inizia a ricordare la musica del suo "villaggio natìo" e a cantare "Carolina in the Morning" con accento russo. Si imbatte però nel lupo cattivo e in Cappuccetto Rosso che, diretta alla casa della nonna, viene avvertita proprio da Daffy della presenza del lupo. Cappuccetto scappa, e il lupo inizia a inseguire Daffy attraverso tutti i libri. Durante l'inseguimento il lupo viene catturato dalla polizia e condannato all'ergastolo. Riesce però a scappare di prigione, ma durante la fuga, ammaliato dalla voce di Frank Sinatra, cade nell'Inferno di Dante Alighieri. Gli altri personaggi delle copertine dei libri cominciano a festeggiare e a ballare, ma vengono fermati dal lupo che, emergendo dall'Inferno, urla: "Smettetela di ballare, lassù! Pezzi di idioti!".

## Distribuzione

### Edizione italiana
La prima edizione italiana del corto, doppiata a Milano, fu realizzata per la distribuzione in VHS nel 1989. Nel 2005, per la distribuzione in DVD, il film fu ridoppiato dalla Time Out Cin.ca. Non essendo stata registrata una colonna internazionale, in entrambi i casi la musica presente durante i dialoghi fu sostituita e le canzoni rimasero in inglese.

### Edizioni home video

#### VHS
America del Nord
- Daffy! (1988)
- The Golden Age of Looney Tunes Volume 8: 1940s Zanies (1992)

Italia
- Daffy Duck a Hollywood (settembre 1989)

#### Laserdisc
- Daffy! & Porky! (1988)
- The Golden Age of Looney Tunes (11 dicembre 1991)

#### DVD e Blu-ray Disc
Il corto fu pubblicato in DVD in America del Nord nel quarto disco della raccolta Looney Tunes Golden Collection: Volume 2 (intitolato Looney Tunes All-Stars: On Stage and Screen) distribuita il 2 novembre 2004, dove è visibile anche con un commento audio di Michael Barrier; il DVD fu pubblicato in Italia il 16 marzo 2005 nella collana Looney Tunes Collection, col titolo All Stars: Volume 3. In America del Nord fu inserito anche nel secondo disco della raccolta DVD Looney Tunes Spotlight Collection Volume 2, uscita il 2 novembre 2004. e nel primo DVD della raccolta The Essential Daffy Duck, uscita il 1º novembre 2011. In Italia fu invece inserito nel DVD Daffy Duck della collana I tuoi amici a cartoni animati!, uscito il 15 novembre 2011. Fu infine incluso (nuovamente col commento audio) nel primo disco della raccolta Blu-ray Disc e DVD Looney Tunes Platinum Collection: Volume Two, uscita in America del Nord il 16 ottobre 2012.

## Accoglienza
Nel 1994 il film si classificò al 45º posto nel libro di Jerry Beck The 50 Greatest Cartoons. In tale occasione Beck lodò particolarmente l'animazione di Rod Scribner e l'interpretazione di Mel Blanc nella scena in cui Daffy di accorge della presenza del lupo e cerca di avvertire Cappuccetto Rosso. Nello stesso libro lo storico dell'animazione Steve Schneider sottolineò come il film unisca perfettamente diversi elementi, definendolo "l'apoteosi dei primi cartoni animati della Warner Bros.", "la summa di ciò che l'epoca d'oro dell'animazione ha da offrirci" e "l'opera di un genio". Nel suo commento audio, Michael Barrier lo definì invece "l'essenza dell'animazione Warner Bros.". Successivamente il film fu selezionato per l'inclusione nel libro di Beck The 100 Greatest Looney Tunes Cartoons; in tale occasione Schneider scrisse che molte delle citazioni del cartone animato sono datate, "ma chi se ne frega? (...) Meglio semplicemente godersi il brio precipitoso di Varietà di libri, le ambientazioni sovrapposte, la meticolosa economia dei gesti, le narrazioni intrecciate, gli effetti cromatici pieni di risorse, l'uso super efficiente dello spazio sullo schermo – e una grande, grandissima svolta di un papero chiamato Daffy, mentre balla, canta, saltella e si distorce in uno dei suoi veri momenti di gloria (...) Varietà di libri è un'enciclopedia di ciò che può essere fatto con l'animazione se sei abbastanza brillante."